# Rotting in Vain
Rotting in Vain è un singolo del gruppo musicale statunitense Korn, pubblicato il 22 luglio 2016 come primo estratto dal dodicesimo album in studio The Serenity of Suffering.

## Descrizione
Seconda traccia dell'album, il brano presenta sonorità pesanti caratterizzate da una presenza costante del basso e della batteria, oltre a uno scat eseguito dal frontman Jonathan Davis nell'interludio. Lo stesso Davis, riguardo al significato del testo, ha spiegato:
I Korn hanno presentato per la prima volta il brano il 16 luglio 2016, in occasione dell'inaugurazione del festival Chicago Open Air.

## Video musicale
Il videoclip, diretto da Dean Karr, ha come protagonista un uomo (interpretato dall'attore Tommy Flanagan) intento a distruggere la propria abitazione nel quale sono presenti anche i Korn mentre eseguono il brano.

## Tracce
Testi e musiche dei Korn.
Download digitale
1. Rotting in Vain – 3:31

CD singolo
1. Rotting in Vain – 3:31
2. Insane – 3:50

## Formazione
Gruppo
- Jonathan Davis – voce
- James "Munky" Shaffer – chitarra
- Brian "Head" Welch – chitarra
- Reginald "Fieldy" Arvizu – basso
- Ray Luzier – batteria

Altri musicisti
- Jules Venturini – programmazione
- Nick "Sluggo" Suddarth – programmazione
- Rick Norris – programmazione aggiuntiva
- Justin Warfield – arrangiamenti vocali aggiuntivi

Produzione
- Nick Raskulinecz – produzione
- Josh Wilbur – missaggio, mastering
- Nathan Yarborough – ingegneria del suono
- Chris Collier – ingegneria del suono aggiuntiva
- Paul Suarez – assistenza al missaggio

## Classifiche
| Classifica (2016)             | Posizione massima |
| ----------------------------- | ----------------- |
| Regno Unito (rock & metal)    | 26                |
| Stati Uniti (mainstream rock) | 4                 |
| Stati Uniti (rock)            | 20                |
| Stati Uniti (rock airplay)    | 19                |